# Barkhamsted
Barkhamsted est une ville située dans le comté de Litchfield, dans l'État du Connecticut (États-Unis). Selon le recensement de 2010, elle compte 3 799 habitants.

## Géographie
Selon le Bureau du Recensement des États-Unis, la superficie de la ville est de 38,83 milles carrés (100,57 km2), dont 36,25 milles carrés (93,89 km2) de terres et 2,58 milles carrés (6,68 km2) de plans d'eau (soit 6,64 %).

## Histoire
Barkhamsted devient une municipalité en 1779. Elle doit son nom à la ville anglaise de Berkhamsted.

## Démographie
D'après le recensement de 2000, il y avait 3 494 habitants, 1 334 ménages, et 1 036 familles dans la ville. La densité de population était de 37,2 hab/km2. Il y avait 1 436 maisons avec une densité de 15,3 maisons/km2. La décomposition ethnique de la population était : 98,54 % blancs ; 0,06 % noirs ; 0,17 % amérindiens ; 0,40 % asiatiques ; 0,00 % natifs des îles du Pacifique ; 0,29 % des autres races ; 0,54 % de deux ou plus races. 0,89 % de la population était hispanique ou Latino de n'importe quelle race.
Il y avait 1 334 ménages, dont 36,2 % avaient des enfants de moins de 18 ans, 68,2 % étaient des couples mariés, 6,2 % avaient une femme qui était parent isolé, et 22,3 % étaient des ménages non-familiaux. 16,9 % des ménages étaient constitués de personnes seules et 4,9 % de personnes seules de 65 ans ou plus. Le ménage moyen comportait 2,62 personnes et la famille moyenne avait 2,95 personnes.
Dans la ville la pyramide des âges était 25,0 % en dessous de 18 ans, 4,8 % de 18 à 24, 31,3 % de 25 à 44, 28,8 % de 45 à 64, et 10,1 % qui avaient 65 ans ou plus. L'âge médian était 40 ans. Pour 100 femmes, il y avait 101,3 hommes. Pour 100 femmes de 18 ans ou plus, il y avait 100,8 hommes.
Le revenu médian par ménage de la ville était 65 972 dollars US, et le revenu médian par famille était 73 218 $. Les hommes avaient un revenu médian de 51 925 $ contre 38 102 $ pour les femmes. Le revenu par habitant de la ville était 28 961 $. 1,8 % des habitants et 3,0 % des familles vivaient sous le seuil de pauvreté. 3,8 % des personnes de moins de 18 ans et 1,4 % des personnes de plus de 65 ans vivaient sous le seuil de pauvreté.
| 1820  | 1850  | 1860  | 1870  | 1880  | 1890  |
| ----- | ----- | ----- | ----- | ----- | ----- |
| 1 592 | 1 524 | 1 272 | 1 439 | 1 297 | 1 130 |

| 1900 | 1910 | 1920 | 1930 | 1940 | 1950 |
| ---- | ---- | ---- | ---- | ---- | ---- |
| 864  | 865  | 719  | 697  | 724  | 946  |

| 1960  | 1970  | 1980  | 1990  | 2000  | 2010  |
| ----- | ----- | ----- | ----- | ----- | ----- |
| 1 370 | 2 066 | 2 935 | 3 369 | 3 494 | 3 799 |